# Burka Band
Burka Band (o Blue Burqa Band) és una banda de rock indie exclusivament femenina de Kabul, Afganistan, que va començar a actuar el 2002. Actuen de forma anònima, tots els membres porten burqas en una aparent protesta contra les normes dels talibans sobre el vestit islàmic. El 2002 van llançar un senzill, "Burka Blue" i un àlbum homònim. A la dècada de 2000 va fer una gira a Alemanya, on una de les seves cançons va ser remesclada per la DJ Barbara Morgenstern. Cantar amb burca era una broma, però també era necessari per evitar represàlies dels fanàtics religiosos, segons Nargiz, membre de la banda.